# Changshan
Changshan (常山镇, Chángshānzhèn en hanyu pinyin) est une ville dans le district de Huadian dans la province du Jilin en Chine.
Le village de Daheshen (大河深 村) se situe près de la ville. 